# Red Red Wine
Red Red Wine ist ein Lied des US-amerikanischen Musikers Neil Diamond. Das Stück wurde von der britischen Reggae-Gruppe UB40 gecovert. Die Version von UB40 wurde ein weltweiter Erfolg und erreichte Platz eins der Hitparaden in Großbritannien und den Vereinigten Staaten. Das Lied handelt davon, dass der Protagonist seine Liebe verliert und den anschließenden Liebeskummer mit Rotwein verarbeitet.

## Geschichte
Die ursprüngliche Version von Neil Diamond erreichte 1968 Platz 63 der Billboard Hot 100, wurde im selben Jahr vom Ex-Tee-Set-Sänger Peter Tetteroo gecovert, der es mit seiner Version bis auf Platz fünf der niederländischen und Platz 16 der belgischen Charts schaffte. In den folgenden Jahren wurde das Lied weitere Male gecovert; unter anderem vom jamaikanischen Sänger Tony Tribe, der aus dem ursprünglichen Popsong ein mit Reggae beeinflusstes Lied machte. Seine Version erreichte Platz 64 der britischen Charts.
| ChartsChartplatzierungen       | Höchstplatzierung | Wochen |
| ------------------------------ | ----------------- | ------ |
| Vereinigte Staaten (Billboard) | 62 (3 Wo.)        | 3      |

## UB40-Version
Die britische Reggae-Gruppe UB40 nahm 1983 eine Coverversion für ihr Studioalbum Labour of Love auf. Laut UB40 sollte das Lied ähnlich klingen wie Tribes Version, aber sie wollten den Song in einem höheren und moderneren Reggae-Style aufnehmen. Die UB40-Version wurde im August 1983 ein Nummer-eins-Hit im Vereinigten Königreich, im März desselben Jahres erreichte die Version Platz 34 der Billboard Hot 100. Der Coverversion wurde ein Toasting-Vers von UB40-Mitglied Astro hinzugefügt, der mehr als die Hälfte des Lieds besetzt:
„Red Red Wine, you make me feel so fine 
You keep me rocking all of the time.“
„Roter roter Wein, du gibst mir ein so gutes Gefühl
Du hältst mich die ganze Zeit bei Laune.“
1988 nahm DJ Bobby Stark eine Danceversion des Liedes auf, die er in den Clubs von Atlanta spielte. Dadurch wurde Red Red Wine wieder populär. UB40s Plattenlabel A&M Records veröffentlichte die UB40-Version im Sommer 1988 erneut als Single, diesmal wurde das Stück auch in den USA zu einem kommerziellen Erfolg und erreichte im Oktober 1988 Platz 1 der Billboard Hot 100. Auf weiteren Tourneen spielte Diamond nur noch die UB40-Reggae-Version seines Liedes.

### Chartplatzierungen
| ChartsChartplatzierungen       | Höchstplatzierung | Wochen |
| ------------------------------ | ----------------- | ------ |
| Deutschland (GfK)              | 12 (15 Wo.)       | 15     |
| Österreich (Ö3)                | 5 (10 Wo.)        | 10     |
| Schweiz (IFPI)                 | 8 (10 Wo.)        | 10     |
| Vereinigte Staaten (Billboard) | 1 (40 Wo.)        | 40     |
| Vereinigtes Königreich (OCC)   | 1 (15 Wo.)        | 15     |

| ChartsJahrescharts (1983)    | Platzierung |
| ---------------------------- | ----------- |
| Vereinigtes Königreich (OCC) | 3           |

| ChartsJahrescharts (1988)      | Platzierung |
| ------------------------------ | ----------- |
| Vereinigte Staaten (Billboard) | 39          |

### Auszeichnungen für Musikverkäufe
| Land/Region                  | Auszeichnungen für Musikverkäufe (Land/Region, Auszeichnung, Verkäufe) | Verkäufe  |
| ---------------------------- | ---------------------------------------------------------------------- | --------- |
| Dänemark (IFPI)              | Gold                                                                   | 45.000    |
| Kanada (MC)                  | Gold                                                                   | 50.000    |
| Neuseeland (RMNZ)            | 7× Platin                                                              | 210.000   |
| Niederlande (NVPI)           | Gold                                                                   | 100.000   |
| Spanien (Promusicae)         | Gold                                                                   | 30.000    |
| Vereinigte Staaten (RIAA)    | Gold                                                                   | 500.000   |
| Vereinigtes Königreich (BPI) | 2× Platin                                                              | 1.200.000 |
| Insgesamt                    | 5× Gold · 9× Platin ·                                                  | 2.135.000 |

Hauptartikel: UB40/Auszeichnungen für Musikverkäufe